# كيت سيمونز
كيت سيمونز (بالإنجليزية: Kit Symons)‏ (8 مارس 1971 في المملكة المتحدة - ) هو مدرب كرة قدم ولاعب كرة قدم بريطاني في مركز الدفاع. شارك مع منتخب ويلز لكرة القدم. أما مع النوادي، فقد لعب مع كريستال بالاس ومانشستر سيتي ونادي بورتسموث ونادي فولهام.

## مسيرته الكروية
لعب كيت سيمونز خلال مسيرته الاحترافية مع 4 أندية في تسعة عشر موسمًا وسجل خلالها 27 هدفًا ضمن 434 مباراة. ولم يفز بأي موسم بالكأس أو بالدوري.
خاض كيت سيمونز مسيرته مع نادي بورتسموث في موسم 1988–89 ليلعب معه ثمانية مواسم، مشاركًا في 161 مباراة سجل خلالها 10 أهداف. ثم انتقل إلى نادي مانشستر سيتي في موسم 1995–96 واستمر معه طيلة ثلاثة مواسم، حيث شارك في 124 مباراة سجل خلالها 4 أهداف. لينتقل بعدها إلى نادي فولهام في موسم 1998–99 ليلعب معه أربعة مواسم، مشاركًا في 101 مباراة سجل خلالها 13 هدفًا. ثم انتقل إلى نادي كريستال بالاس في موسم 2001–02 ليلعب معه أربعة مواسم، مشاركًا في 48 مباراة ولم يسجل أي هدف.

## وصلات خارجية
- كيت سيمونز على موقع الاتحاد الأوربي (الإنجليزية)
- كيت سيمونز على موقع قاعدة بيانات كرة القدم.إي يو (الإنجليزية)
- كيت سيمونز على موقع ناشيونال فوتبول تيمز (الإنجليزية)
- كيت سيمونز على موقع Soccerbase.com (لاعب) (الإنجليزية)
- كيت سيمونز على موقع عالم كرة القدم.نت (الإنجليزية)